# 兵隊やくざ 強奪
『兵隊やくざ 強奪』（へいたいやくざ ごうだつ）は、1968年10月5日公開の日本映画。製作は大映。

## 概要
勝新太郎主演の『兵隊やくざシリーズ』第8作。
本作をもってシリーズは中断、4年後の1972年に唯一のカラー作品『新兵隊やくざ 火線』が公開されるが、前年の1971年に大映が倒産したため、勝が設立した「勝プロダクション」が製作し、東宝配給で公開された。

## キャスト
- 大宮貴三郎：勝新太郎
- 有田上等兵：田村高廣
- 楊秋蘭：佐藤友美
- 松川大尉：夏八木勲
- 権藤兵長：江守徹
- 田辺上等兵(権藤の仲間)：千波丈太郎
- 加藤中尉(中隊長)：須賀不二男
- 張隊長(解放軍)：金内吉男
- 梁班長(解放軍)：伊達三郎
- 軍曹(加藤の部下)：木村玄
- 王朱令(松川の部下)：小林直美
- クラブのマダム：毛利郁子
- 郭伝燿(松川の部下)：平田守
- 解放軍兵士(一)：堀北幸夫
- 石井上等兵(権藤の仲間)：川崎裕之
- 大谷上等兵(権藤の仲間)：西岡弘善
- 花岡上等兵(権藤の仲間)：薮内武司
- 衛兵：勝村淳
- 解放軍兵士(二)：山岡鋭二郎
- 解放軍兵士(三)：伴勇太郎
- 満人の若者Ａ：黒木現
- 満人の若者Ｂ：森内一夫
- 解放軍兵士：志賀明

## スタッフ
- 監督：田中徳三
- 企画：奥田久司
- 原作：有馬頼義
- 脚本：舟橋和郎
- 吉田哲郎
- 撮影：森田富士郎
- 録音：海原幸夫
- 照明：伊藤貞一
- 美術：内藤昭
- 音楽：鏑木創
- 編集：菅沼完二
- 擬斗：宮内昌平
- 助監督：勝呂敦彦
- 制作主任：眞田正典

## 同時上映
- 『尼くずれ』

## 映像ソフト
- 2021年7月20日に角川書店からDVDが発売された。